# Marcos Olguín
Marcos Olguín López (Madrid, 24 de marzo de 2001) es un futbolista español que juega como defensa central en la Marbella Fútbol Club de la Primera Federación.

## Trayectoria
Nacido en la capital española, se une a la cantera del Villarreal CF en 2013 con 12 años, que abandonaría al acabar su etapa juvenil en 2020. Posteriormente se une al Burgos CF siendo asignado a su filial en la extinta Tercera División, debutando con éste el 1 de noviembre de 2020 partiendo como titular en una derrota por 0-2 frente al Real Ávila CF.
El 26 de enero de 2021 se oficializa su llegada al CD Mirandés, también para jugar en su filial. Más adelante, el 1 de julio de ese mismo año, renueva su contrato con el club de Miranda de Ebro y acabaría debutando con el primer equipo el 13 de noviembre, entrando como sustituto de Oriol Rey en una derrota por 0-1 frente a la SD Huesca en la Segunda División.
El 30 de junio de 2022 se oficializa su incorporación a la UD Logroñés "B" de la Segunda División RFEF.

## Clubes
| Club                 | País   | Año         | Partidos | Goles |
| -------------------- | ------ | ----------- | -------- | ----- |
| Burgos CF Promesas   | España | 2020-2021   | 13       | 0     |
| CD Mirandés "B"      | España | 2021-2022   | 47       | 3     |
| CD Mirandés          | España | 2021-2022   | 5        | 1     |
| UD Logroñés "B"      | España | 2022-act.   | 8        | 0     |
| UD Logroñés          | España | 2022-2023   | 2        | 0     |
| Marbella Fútbol Club | España | (2023-act:) | 61       | 4     |